# Église Saint-Hilaire de Salles-en-Toulon
L'église Saint-Hilaire est une église catholique située à Valdivienne, en France.

## Localisation
L'église est située dans le département français de la Vienne, sur la commune de Valdivienne.

## Historique
L'édifice est classé au titre des monuments historiques en 1924 et inscrit en 1988.
L'église Saint-Hilaire de Salles-en-Toulon est inscrite comme monument historique depuis 1988 sauf pour le mur pignon ouest qui est classé monument historique depuis 1924.
L'église fut probablement construite au bord de la Vienne pour desservir un gué très fréquenté. L'édifice a dû être construit vers les années 1100. 

## Description
C'est un bâtiment au plan simple : un rectangle avec un chevet plat. La nef est voutée et se compose de quatre travées inégales. 
L'église est remarquable par le décor énigmatique de sa façade. La façade est romane. Elle est percée d'un portail placé entre deux arcades aveugles. Le décor se compose:
- d'un Christ en Majesté, de facture grossière. Ce bas relief est encastré dans le mur pignon, au-dessus d'une petite baie.
- d'un chapiteau qui représente des lions comme souvent en Poitou. Ces lions ont l'arrière train retourné. Ce chapiteau est aussi visible à l'église Saint-Pierre de Chauvigny, dans le chœur, au niveau des arcades du premier étage.
- d'un chapiteau décrivant une scène de pêché originel,
- d'un relief historié, d'interprétation incertaine. Il représente deux personnages, l'un tenant un maillet, l'autre se tenant en équilibre sur une jambe, sous une étoile à cinq branches. Il a été encastré dans le faux tympan de droite.

## Mobilier
Le bénitier est roman.